# Carl Grossberg

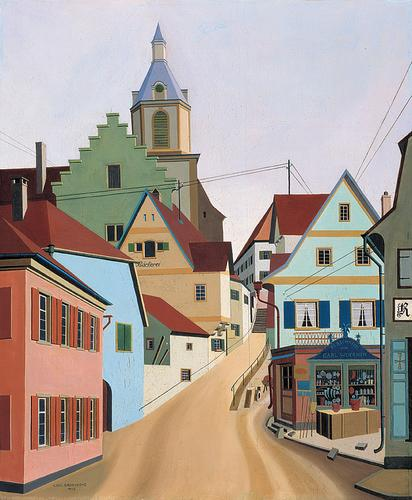
Creglingen, 1926

Carl Grossberg, seudónimo de Georg Carl Wilhelm Grandmontagne (Elberfeld, 6 de septiembre de 1894-Laon, 19 de octubre de 1940) fue un pintor expresionista alemán, adscrito a la Nueva Objetividad. Estudió arquitectura en Aquisgrán y Darmstadt antes de su servicio militar en la Primera Guerra Mundial. Más tarde estudió en la Academia de Arte de Weimar y en la Bauhaus. Fue conocido por sus pinturas de paisajes urbanos, y por sus vistas interiores y exteriores de fábricas y centros industriales. Sirvió de nuevo en el ejército en 1939-1940 en Francia, donde murió en un accidente de coche en Laon. 